# Katharine Isabelle
Katharine Isabelle (Vancouver, Brit Columbia, 1981. november 2. –) kanadai színésznő.

## Filmográfia

### Film
| Év   | Magyar cím                     | Eredeti cím                         | Szerep                 | Magyar hang        |
| ---- | ------------------------------ | ----------------------------------- | ---------------------- | ------------------ |
| 1989 |                                | Cousins                             | Chloe Hardy            |                    |
| 1989 |                                | Cold Front                          | Katie McKenzie         |                    |
| 1989 | A családban marad              | Immediate Family                    | Carrie                 |                    |
| 1989 | Mire a tél visszatér           | The Last Winter                     | Winnie Jamison         |                    |
| 1992 | Gyilkosság lólépésben          | Knight Moves                        | Erica Sanderson        | Winkler Flóra      |
| 1996 | Mentsük meg a jávorszarvast!   | Salt Water Moose                    | Josephine 'Jo' Parnell | Molnár Ilona       |
| 1998 | Kísérleti patkányok            | Disturbing Behavior                 | Lindsay Clark          | Roatis Andrea      |
| 2000 | Hóból is megárt a sok          | Snow Day                            | Marla                  |                    |
| 2000 | Vérszomj                       | Ginger Snaps                        | Ginger Fitzgerald      | Törtei Tünde       |
| 2001 |                                | A Shot in the Face                  | Erin                   |                    |
| 2001 | Josie és a vadmacskák          | Josie and the Pussycats             | nevető lány            |                    |
| 2001 | Csodapalota                    | Spooky House                        | Mona                   |                    |
| 2001 | Csontok                        | Bones                               | Tia Peet               |                    |
| 2001 |                                | Turning Paige                       | Paige Fleming          |                    |
| 2002 | Álmatlanság                    | Insomnia                            | Tanya Francke          | Roatis Andrea      |
| 2003 | Freddie vs. Jason              | Freddy vs. Jason                    | Gibb Smith             | Zsigmond Tamara    |
| 2003 |                                | Falling Angels                      | Lou Field              |                    |
| 2003 |                                | On the Corner                       | Stacey Lee             |                    |
| 2004 | Az utolsó kaszinó              | The Last Casino                     | Elyse                  | Bogdányi Titanilla |
| 2004 | Két testben – Elszabadulva     | Ginger Snaps 2: Unleashed           | Ginger Fitzgerald      | Nemes Takách Kata  |
| 2004 | Két testben – Újra és újra     | Ginger Snaps Back: The Beginning    | Ginger Fitzgerald      | Nemes Takách Kata  |
| 2004 |                                | Show Me                             | Jenna                  |                    |
| 2006 | Egy lógós zöldségei            | Everything's Gone Green             | Heather                |                    |
| 2008 | Hamupipőke-történet            | Another Cinderella Story            | Bree Blatt             | Nemes Takách Kata  |
| 2009 |                                | Rampage                             | személyzet tagja       |                    |
| 2010 | Frankie és Alice               | Frankie & Alice                     | Paige                  | Molnár Ilona       |
| 2010 |                                | Hard Ride to Hell                   | Kerry                  |                    |
| 2010 | 30 nap éjszaka: Sötét napok    | 30 Days of Night: Dark Days         | Stacey                 | Vadász Bea         |
| 2012 |                                | American Mary                       | Mary Mason             |                    |
| 2012 |                                | The Movie Out Here                  | Danielle               |                    |
| 2013 |                                | 13 Eerie                            | Megan                  |                    |
| 2013 |                                | Torment                             | Sarah                  |                    |
| 2013 |                                | Lawrence & Holloman                 | Zooey                  |                    |
| 2014 | Menekülj! 2.                   | See No Evil 2                       | Tamara                 | Nemes Takách Kata  |
| 2014 |                                | Primary                             | Andrea                 |                    |
| 2015 |                                | 88                                  | Gwen / Flamingo        |                    |
| 2015 |                                | The Girl in the Photographs         | Janet                  |                    |
| 2015 |                                | How to Plan an Orgy in a Small Town | Alice Solomon          |                    |
| 2016 | Visszaszámlálás                | Countdown                           | Julia Baker            | Laurinyecz Réka    |
| 2016 |                                | A.R.C.H.I.E.                        | Brooke                 |                    |
| 2018 | Húzós éjszaka az El Royale-ban | Bad Times at the El Royale          | Ruth nagynéni          |                    |
| 2021 |                                | Night of the Animated Dead          | Barbara (hangja)       |                    |
| 2021 |                                | The Green Sea                       | Simone                 |                    |
| 2023 |                                | It's a Wonderful Knife              | Gale Prescott          |                    |

### Televízió

#### Sorozat
| Év        | Magyar cím                      | Eredeti cím               | Szerep                      | Megjegyzések                                                  |
| --------- | ------------------------------- | ------------------------- | --------------------------- | ------------------------------------------------------------- |
| 1989      | MacGyver                        | MacGyver                  | Violet                      | 1 epizód                                                      |
| 1990      |                                 | Neon Rider                | Maxine 'Max' Forrest        | 1 epizód                                                      |
| 1992      | Ray Bradbury színháza           | The Ray Bradbury Theater  | Mink                        | 1 epizód                                                      |
| 1995      | A préri vad gyermekei           | Children of the Dust      | Rachel fiatalon             | minisorozat (2 epizód)                                        |
| 1995      | Texasi krónikák: Lonesome Dove  | Lonesome Dove: The Series | Francis Maitland            | minisorozat (1 epizód)                                        |
| 1996      |                                 | Goosebumps                | Kat Merton                  | 1 epizód                                                      |
| 1996      | Titanic                         | Titanic                   | Ophelia Jack                | - minisorozat (2 epizód) - magyar hangja: - Nemes Takách Kata |
| 1997      |                                 | Madison                   | Allysia Long                | 4 epizód                                                      |
| 1998      | X-akták                         | The X-Files               | Lisa Baiocchi               | - 1 epizód (Gyökerek) - magyar hangja: - Csondor Kata         |
| 1998–1999 |                                 | First Wave                | Elizabeth / Denise          | 1 epizód                                                      |
| 1998–1999 | A halottkém                     | Da Vinci's Inquest        | Audrey / Madeline Marquetti | 2 epizód                                                      |
| 1999      | A hálózat csapdájában           | The Net                   | Malika                      | 1 epizód                                                      |
| 2000      |                                 | The Fearing Mind          | Josie Hogan                 | 1 epizód                                                      |
| 2001      | A halhatatlan                   | The Immortal              | Taurez                      | 1 epizód                                                      |
| 2001      |                                 | The Chris Isaak Show      | Melissa                     | 1 epizód                                                      |
| 2001      |                                 | Night Visions             | Vicki                       | 1 epizód                                                      |
| 2002      | Végtelen határok                | The Outer Limits          | Tammy Sinclair              | 1 epizód                                                      |
| 2002      |                                 | Mentors                   | Anne Sullivan               | 1 epizód                                                      |
| 2002      | John Doe – A múlt nélküli ember | John Doe                  | Shayne Pickford             | 1 epizód                                                      |
| 2002      | Smallville                      | Smallville                | Sara Conroy                 | 1 epizód                                                      |
| 2004      | Oknyomozók                      | The Eleventh Hour         | Petrel                      | 1 epizód                                                      |
| 2005      | M, mint muskétás                | Young Blades              | Celeste La Rue              | 1 epizód                                                      |
| 2006      | Csillagkapu                     | Stargate SG-1             | Valencia                    | 1 epizód                                                      |
| 2006      |                                 | Reunion                   | Courtney                    | 1 epizód                                                      |
| 2007      | Odaát                           | Supernatural              | Ava Wilson                  | 2 epizód (Az űzött vad, Ha a pokol elszabadul (1))            |
| 2008      | Psych – Dilis detektívek        | Psych                     | Sigrid                      | 1 epizód                                                      |
| 2008      | A táncoló cowboy                | The Englishman's Boy      | Norma Carlyle               | minisorozat (2 epizód)                                        |
| 2008      | Sanctuary – Génrejtek           | Sanctuary                 | Sophie                      | 1 epizód (Nubbinok)                                           |
| 2009      |                                 | Heartland                 | Mindy Fanshaw               | 1 epizód                                                      |
| 2009      | L                               | The L Word                | Marci Salvatore             | 1 epizód                                                      |
| 2009      | Asszisztensek                   | The Assistants            | Paulette Reubin             | 1 epizód                                                      |
| 2009      | A férjem védelmében             | The Good Wife             | Cindy Lewis                 | 1 epizód                                                      |
| 2011      |                                 | Health Nutz               | Jennifer                    | 2 epizód                                                      |
| 2011      | Végjáték                        | Endgame                   | Danni                       | főszereplő (13 epizód)                                        |
| 2012      | Elit egység                     | Flashpoint                | Madelyn 'Maddie'            | 1 epizód                                                      |
| 2013      | Az indíték                      | Motive                    | Liane Healey                | 1 epizód                                                      |
| 2013      |                                 | Eve of Destruction        | Calla                       | minisorozat (2 epizód)                                        |
| 2013      | Cédrusliget                     | Cedar Cove                | Cecilia Rendall             | 1 epizód                                                      |
| 2013–2014 | Being Human – Emberbőrben       | Being Human               | Susanna Waite               | visszatérő szerep (3-4. évad)                                 |
| 2014      | Psych – Dilis detektívek        | Psych                     | Priscilla Morganstern       | 1 epizód                                                      |
| 2014–2015 | Hannibal                        | Hannibal                  | Margot Verger               | visszatérő szerep (2-3. évad)                                 |
| 2015      | Kékpróba                        | Rookie Blue               | Frankie Anderson nyomozó    | 1 epizód                                                      |
| 2017      | Rosewood                        | Rosewood                  | Naomi                       | 1 epizód                                                      |
| 2017–2018 |                                 | The Arrangement           | Hope                        | visszatérő szerep (8 epizód)                                  |
| 2018–2019 |                                 | Little Dog                | Ginny Ross                  | főszereplő                                                    |
| 2019–2020 | A rend                          | The Order                 | Vera Stone                  | főszereplő                                                    |
| 2021      | Kísértetek                      | Ghosts                    | Liz                         | 1 epizód                                                      |
| 2023      |                                 | Transplant                | Marissa                     | 1 epizód                                                      |
| 2024      |                                 | Tracker                   | Mallory Banks               | 1 epizód                                                      |
| 2025      |                                 | Sight Unseen              | Gina Mathison               | 1 epizód                                                      |

## Fordítás
- Ez a szócikk részben vagy egészben a Katharine Isabelle című angol Wikipédia-szócikk fordításán alapul.  Az eredeti cikk szerkesztőit annak laptörténete sorolja fel. Ez a jelzés csupán a megfogalmazás eredetét és a szerzői jogokat jelzi, nem szolgál a cikkben szereplő információk forrásmegjelöléseként.